# Даунем-Маркет (станция)
Железнодорожная станция Даунем-Маркет (англ. Downham Market railway station) — железнодорожная станция в городе Даунем-Маркет (графство Норфолк, регион Восточная Англия). Находится на Линии Фен, проходящей от станции Кембридж до станции Кингс-Линн, которая электрифицирована, посредством воздушной контактной подвески, переменным током 25 кВ, с 1992 года.
Станция Даунем-Маркет управляется оператором Great Northern, который осуществляет движение экспресс-поездов по маршруту от лондонского вокзала Кингс-Кросс до станции Кингс-Линн через Или.

## История
Станция Даунем (таково было её первоначальное наименование) была открыта 27 октября 1846 года, в рамках реализации парламентского Закона 1845 года о строительстве железной дороги между городами Кингс-Линн и Или, который 30 июня 1845 года был одобрен Королевской санкцией. Первоначально новая железная дорога проходила только между станциями Кингс-Линн и Даунем, которая была конечной без малого год, до тех пор, пока 25 октября 1847 не было открыто движение поездов по участку Даунем — Или. Тем самым Кингс-Линн и его порт оказался связан напрямую с Лондоном через Даунем, куда стали приходить поезда из столицы.
1 июня 1981 года станция Даунем была переименована в Даунем-Маркет — в точном соответствии с названием города, где она находится.
В 1992 году станция Даунем-Маркет, как и вся Линия Фен, была которая электрифицирована, посредством воздушной контактной подвески, переменным током 25 кВ. Электрификацию осуществляла компания Network SouthEast — структурное подразделение государственной компании British Rail, осуществлявшее пассажирские перевозке на востоке и юге страны. В апреле 2017 года по инициативе Треста железнодорожного наследия (Railway Heritage Trust (англ.)) на станции было отмечено 30-летие начала работ по электрификации. Отделка пассажирских залов в вокзале и павильонах на платформах была осуществлена в цветах Network SouthEast — красном, белом и синем. Также были установлены новые красно-бело-синие указатели, характерные для 1980-х — начала 1990-х гг. — времен деятельности Network SouthEast.

## Обслуживаемые направления и маршруты
Через станцию проходят и на ней, соответственно, останавливаются поезда двух операторов:
- Great Northern обслуживает маршрут от лондонского вокзала Кингс-Кросс до станции Кингс-Линн. Имеется один поезд в час по Линии Фен до станции Кингс-Линн[4]. Маршрут обслуживается электропоездами типов Class 365 (или, иногда, Class 317). Начиная с мая 2017 года эти поезда заменяются электропоездами типа Class 387s[5][6].
- Greater Anglia обслуживает станцию ограниченным числом поездов. По будним дням в утренние часы пик через станцию проходят два поезда до Лондона (вокзал Ливерпуль-стрит), которые следуют со станции Кингс-Линн. В обратном направлении в вечерние часы пик через Даунем-Маркет также идут три поезда, следующие до Кингс-Линн[7]. В субботу и воскресенье по этому маршруту движения нет. Маршрут обслуживается электропоездами типов Class 317 и Class 379[8].

## Интересные факты

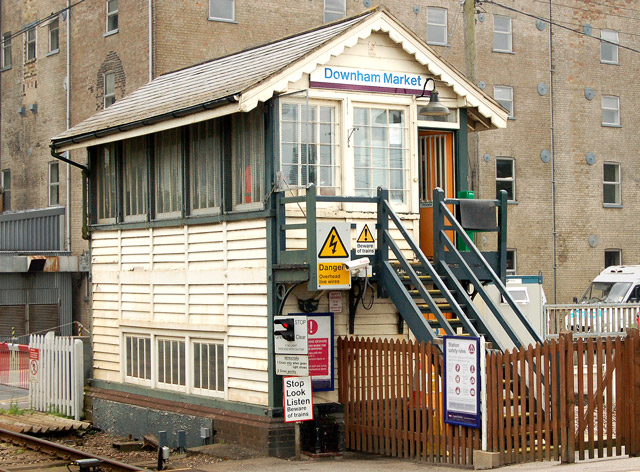
Сигнальная будка на станции Даунем-Маркет

- Здание вокзала, построенное в 1846 году, из железистого песчаника с отделкой из палевого кирпича, включено в Список национального наследия Англии с присвоением ему класса II — «здание, представляющее особый интерес, с гарантией любых необходимых действий по его сохранению»[9][10].
- Также в Список национального наследия Англии, с присвоением ей класса II, в 2013 году была включена и деревянная сигнальная будка, построенная Великой Восточной магистралью в 1881 году[11].